# Massacre de Wad Al-Noura
O massacre de Wad Al-Noura ocorreu em 5 de junho de 2024, durante a Guerra Civil Sudanesa, quando as Forças de Apoio Rápido atacaram duas vezes o vilarejo de Wad Al-Noura no estado de Al-Jazirah, Sudão, matando pelo menos 150 civis. O massacre ocorreu depois que as Forças de Apoio Rápido sitiaram e abriram fogo contra os habitantes.

## Contexto

### Localização geográfica
O vilarejo de Wad Al-Noura está localizado no estado de Al-Jazirah, no sudeste do Sudão. A localidade situa-se na zona de influência económica da capital, Cartum.

### Guerra Civil Sudanesa
Em Abril de 2023, após uma tentativa de tomada do poder no Sudão pelas Forças de Apoio Rápido, lideradas por Mohamed Hamdan Dagalo, eclodiu uma guerra civil entre esta força paramilitar e o exército regular sudanês, defendendo o governo em vigor (liderado pelo General Abdel Fattah al-Burhan). Segundo uma autoridade diplomática estadunidense, o conflito causou 150 mil mortes em pouco mais de um ano.
Durante a guerra, as Forças de Apoio Rápido foram repetidamente acusadas de pilhagens, massacres e violência sexual e étnica. Na cidade de Geneina em particular, esta unidade paramilitar é acusada de crimes de guerra e crimes contra a humanidade, após a morte de 10.000 a 15.000 civis. Por seu lado, a organização de direitos humanos Human Rights Watch afirma que as Forças de Apoio Rápido estão a “cometer genocídio”. Tais acusações também são feitas contra forças governamentais.
Na sequência de um massacre anterior cometido em Dezembro de 2023 na região de Wad Al-Noura, o exército sudanês decidiu fornecer armas ligeiras aos habitantes locais para poderem reagir aos ataques do grupo paramilitar.

## Curso dos acontecimentos
Os comitês de resistência civil relatam que depois de se posicionarem no gabinete de Al-Nala, nos arredores do vilarejo, as Forças de Apoio Rápido desencadearam intensos bombardeamentos e disparos de armas pesadas sobre a localidade. A Força Aérea Sudanesa dispersou as Forças de Apoio Rápido e forçou-as a recuar para o bairro vizinho, Al-Ashra.
Depois disso, os paramilitares reuniram várias dezenas de veículos e regressaram aos arredores de Wad Al-Noura para cercar e sitiar o vilarejo. Segundo um morador de Wad Al-Noura, cerca de trinta picapes ocupadas por combatentes das Forças de Apoio Rápido realizaram o ataque.
Depois de encontrar uma forte resistência dos locais, apesar do desequilíbrio nas armas, a milícia entrou no vilarejo através do hospital. Em seguida, saquearam veículos,  estabelecimentos comerciais e diversas residências, cortaram o acesso à internet e distribuíram os seus soldados nos telhados da mesquita. A partir dessas posições, atacam aleatoriamente os moradores com suas armas de fogo, a maioria deles desarmados. A sede do comité de resistência também foi invadida e vários milicianos, mal equipados e treinados, foram mortos.
Nenhum reforço das Forças Armadas Sudanesas chegou ao local após o início da segunda investida.
Outras fontes afirmam que as vítimas foram causadas por bombardeamentos com armas pesadas.

## Reações
O Secretário-Geral das Nações Unidas, através do seu porta-voz Stéphane Dujarric, repudia o acontecimento e apela ao fim da violência contra os civis. A União Africana condena o que descreve como um “massacre”, alerta para os riscos de fome que pairam sobre a população sudanesa e, além disso, pede para “acabar de uma vez por todas” com a guerra.
Os Estados Unidos também condenam os massacres, desejando que as Forças de Apoio Rápido “seja responsabilizada”.